# Old Mans Head
Das Old Mans Head (englisch für Alter-Mann-Kopf) ist eine dunkle Landspitze an der Black-Küste des Palmerlands auf der Antarktischen Halbinsel. Sie markiert die Südseite der Einfahrt zum Wüst Inlet.
Teilnehmer der United States Antarctic Service Expedition (1939–1941) entdeckten und fotografierten die Landspitze im Dezember 1940 aus der Luft. Weitere Luftaufnahmen entstanden 1947 bei der Ronne Antarctic Research Expedition (1947–1948), deren Teilnehmer zudem in Zusammenarbeit mit dem Falkland Islands Dependencies Survey (FIDS) die geodätische Vermessung vor Ort vornahmen. Der FIDS nahm auch die deskriptive Benennung vor.